# Philippe Verdelot
Philippe Verdelot (c. 1480 — c. 1530) foi um compositor francês da  Renascença, passou a sua vida em Itália. 

## Biografia
Verdelot nasceu Les Loges, Seine-et-Marne, França. Provavelmente chegou a Itália numa idade precoce, em algumas cidades no norte da Itália, provavelmente incluindo Veneza.
Verdelot é conhecido por ter sido mestre di cappella no Baptisterium San Giovanni, em Florença 1523-1525. Em 1526 colaborou com Niccolò Machiavelli, numa produção de famosa  comédia La Mandragola.